# TRMU
TRMU (англ. TRNA 5-methylaminomethyl-2-thiouridylate methyltransferase) – білок, який кодується однойменним геном, розташованим у людей на короткому плечі 22-ї хромосоми. Довжина поліпептидного ланцюга білка становить 421 амінокислот, а молекулярна маса — 47 745.
| 10         |  | 20         |  | 30         |  | 40         |  | 50         |
| ---------- |  | ---------- |  | ---------- |  | ---------- |  | ---------- |
| MQALRHVVCA |  | LSGGVDSAVA |  | ALLLRRRGYQ |  | VTGVFMKNWD |  | SLDEHGVCTA |
| DKDCEDAYRV |  | CQILDIPFHQ |  | VSYVKEYWND |  | VFSDFLNEYE |  | KGRTPNPDIV |
| CNKHIKFSCF |  | FHYAVDNLGA |  | DAIATGHYAR |  | TSLEDEEVFE |  | QKHVKKPEGL |
| FRNRFEVRNA |  | VKLLQAADSF |  | KDQTFFLSQV |  | SQDALRRTIF |  | PLGGLTKEFV |
| KKIAAENRLH |  | HVLQKKESMG |  | MCFIGKRNFE |  | HFLLQYLQPR |  | PGHFISIEDN |
| KVLGTHKGWF |  | LYTLGQRANI |  | GGLREPWYVV |  | EKDSVKGDVF |  | VAPRTDHPAL |
| YRDLLRTSRV |  | HWIAEEPPAA |  | LVRDKMMECH |  | FRFRHQMALV |  | PCVLTLNQDG |
| TVWVTAVQAV |  | RALATGQFAV |  | FYKGDECLGS |  | GKILRLGPSA |  | YTLQKGQRRA |
| GMATESPSDS |  | PEDGPGLSPL |  | L          |  |            |  |            |

A: Аланін

C: Цистеїн

D: Аспарагінова кислота

E: Глутамінова кислота

F: Фенілаланін

G: Гліцин

H: Гістидин

I: Ізолейцин

K: Лізин

L: Лейцин

M: Метіонін

N: Аспарагін

P: Пролін

Q: Глутамін

R: Аргінін

S: Серин

T: Треонін

V: Валін

W: Триптофан

Кодований геном білок за функцією належить до трансфераз. 
Задіяний у таких біологічних процесах, як процесинг тРНК, альтернативний сплайсинг. 
Білок має сайт для зв'язування з АТФ, нуклеотидами, РНК, тРНК. 
Локалізований у мітохондрії.